# Fukumi Shimura
Fukumi Shimura (志村 ふくみ, Shimura Fukumi), née le 30 septembre 1924 à Ōmihachiman dans la préfecture de Shiga, est une teinturière et tisseuse de soie du Japon et auteure dans le style watakushi shōsetsu. Elle a été désignée Trésor national vivant du Japon en 1990 dans la catégorie « textile, teinture et fabrication de la soie du Japon ».

## Biographie
Née en 1924 à Ōmihachiman, elle fait ses études à l'école privée Bunka Gakuin dont elle sort diplômée en 1942. Par sa mère, active dans le mouvement d'art populaire de Sōetsu Yanagi, elle se familiarise avec le tissage. Par la suite, elle apprend le tissage et la teinture de la soie du Japon auprès de ses maîtres Tatsuaki Kuroda, Kenkichi Tomimoto et Toshijirō Inagaki. Elle présente pour la première fois en 1957 son travail à l'exposition annuelle de la Société japonaise de l'artisanat.
En plus de son travail d'artisanat, Fukumi Shimura est également connue pour son activité littéraire. C'est à ce titre qu'elle est couronnée en 1983 du prix Jirō Osaragi pour ses essais (shōsetsu) Isshiku isshō (一色一生). En 1986, elle reçoit la médaille au ruban pourpre. Le 25 avril 1990, elle est désignée Trésor national vivant pour son travail de tissage de la soie du Japon et Personne de mérite culturel en 1993. Elle reçoit enfin le prix de Kyoto en 2014.
De nos jours, elle dirige avec sa fille Yōko (志村洋子) l'atelier Ars Shimura et la galerie qui porte son nom à Sagano dans l'arrondissement Ukyō-ku de Kyoto.